# 워 오브 더 버튼: 작은 영웅들
《워 오브 더 버튼: 작은 영웅들》(프랑스어: La nouvelle guerre des boutons)은 2011년에 개봉한 프랑스의 영화이다.

## 캐스팅
- 레티샤 카스타 : 시몬 역
- 기욤 까네 : 선생님 역
- 카드 므라드 : 르브락의 아버지 역
- 루이스 뒤솔 : 바칼레 역
- 하롤드 웨르네
- 나단 파렌트
- 아로오나 바체리어
- 테오필 바케 : 그랜드 지부스 역
- 토마스 골드버그 : 라즈텍 역
- 레티샤 카스타
- 장 텍시에 : 르브락 역
- 클레멘트 고드프로이 : 페티 지부스 역
- 제라르 쥐노 : 라즈텍의 아버지 역
- 마리 부넬 : 르브락의 어머니 역
- 프랑소와 모렐 : 바칼레의 아버지 역